# Oposição à imigração
A oposição à imigração, também conhecida como política anti-imigração, é uma importante ideologia política em muitos países. A imigração no sentido moderno refere-se ao movimento de pessoas de um Estado ou território para outro Estado ou território onde não são cidadãos. A chamada imigração ilegal é a imigração que ocorre quando uma pessoa se instala em um país sem ter permissão oficial para fazê-lo. A oposição à imigração vai desde pedidos de reformas nas políticas migratórias, até propostas para restringir completamente a imigração.

## Argumentos anti-imigração
De acordo com o professor de ciências políticas estado-unidense Joel S. Fetzer, a oposição à imigração geralmente surge em muitos países devido a questões de identidade nacional, cultural e religiosa. O fenômeno tem sido estudado especialmente na Austrália, Canadá, EUA, Nova Zelândia e Reino Unido, bem como na Europa continental. Assim, a oposição à imigração baseia-se no medo de que os imigrantes arruínem os valores culturais existentes. Opositores contemporâneos da imigração a culpam por problemas como desemprego, criminalidade, danos ao meio ambiente, falta de habitação e aumento nos custos de serviços sociais.
Comumente associado ao nativismo, o sentimento restrição da imigração é muitas vezes justificado com um ou mais dos seguintes argumentos e afirmações sobre os imigrantes:
- Econômicos
  - Gastos públicos: Os gastos do governo podem exceder as receitas públicas relacionadas aos novos imigrantes. Ou seja, eles não pagam impostos suficientes para cobrir o custo dos serviços de que necessitam.
  - Emprego: Eles assumem empregos que poderiam estar disponíveis para cidadãos nativos; Eles criam um excesso de oferta de mão de obra, acompanhado de baixos salários.
  - Bem-estar: Eles fazem uso forte e intensivo dos sistemas de bem-estar social.
  - Habitação: Aumento dos preços da habitação, uma vez que as famílias imigrantes reduzem o número de vagas e provocam aumento no preço dos aluguéis.

- Culturais
  - Patriotismo: Eles prejudicam um senso de comunidade e nacionalidade, com base na etnia ou cultura.
  - Idioma: Eles se isolam em suas próprias comunidades e se recusam a aprender o idioma local.
  - Cultura: Eles podem superar a população nativa e substituir a cultura dela pela sua.
  - Integração: Devido a diferenças religiosas ou culturais, os imigrantes podem rejeitar a cultura nativa e não se integrar, criando problemas de convivência ou tensões sociais com a população nativa.
- Ambientais
  - Meio Ambiente: Aumento do consumo de recursos escassos; além disso, sua mudança de economias de baixa para alta poluição aumenta a poluição.
  - Superpopulação: Eles podem superpovoar países.

## Causas da oposição à imigração
Um artigo da National Bureau of Economic Research publicado em 2018 afirmou que um influxo de imigração altamente qualificada estava associado a declínios no voto nacionalista, mas que um influxo de imigração pouco qualificada estava associado a aumentos no voto nacionalista nas eleições europeias entre 2007 e 2016. A percepção de que os imigrantes são pouco qualificados também provocou mais oposição (embora os imigrantes altamente qualificados sejam mais bem-vindos). Um artigo de 2019 da Universidade de Tel Aviv identificou a competição econômica, a competição cultural, as atitudes raciais e o medo do crime como alguns dos fatores mais importantes que levam ao ponto de vista anti-imigração.
Outros fatores incluem o desemprego, o baixo nível de educação, o nacionalismo religioso, a proximidade geográfica com o lugar de origem dos imigrantes e elementos sociopsicológicos como a islamofobia.